# Capitalismo del Rin
Suele denominarse capitalismo del Rin o capitalismo renano a la forma de producción y distribución de los recursos sociales propia de los estados de la Europa continental, principalmente Alemania y Francia, los que están atravesados por el río Rin.
El capitalismo del Rin es un enfoque de la economía social de mercado que, sin hacer a un lado la mecánica de los mercados, asume que el liberalismo económico es imperfecto desde el punto de vista social. El liberalismo económico supone que la suma de los bienestares individuales será el bienestar social, la denominada función aditiva del bienestar. Por lo tanto, primero hay que beneficiar al individuo ya que así se beneficiará la sociedad. En cambio, la economía social de mercado supone que no siempre es así, ya que hay sectores de la sociedad que no pueden acceder a los beneficios del mercado y es necesario que el Estado maneje una política social para beneficiarlos.

## Historia
Michael Albert introdujo el término en 1991  aduciendo que, tras la caída del comunismo, el capitalismo aparece como el sistema sin alternativa. Pero la ausencia de un competidor no debe hacernos olvidar que el capitalismo no es monolítico, sino múltiple y complejo. Albert contrapone un modelo "neoamericano" y un modelo "del Rin", como exponentes de "dos lógicas antagónicas del capitalismo en el seno de un mismo liberalismo".
La democracia cristiana es una doctrina política y económica que rescata las ideas del capitalismo social de mercado (colectivista o "renano") y el Estado Subsidiario es la organización política ideal para poner en práctica estas ideas, a diferencia de los enfoques socialdemócratas que se centralizan en el Estado Benefactor.

## Economía social de mercado y Capitalismo del Rin
Es importante no confundir doctrina ordoliberal con «modelo alemán» del capitalismo. En un libro que tuvo mucha repercusión en Francia a comienzos de los años 1990, Michael Albert contribuyó a propagar una confusión que desde entonces es común, entre la «economía social de mercado» y el «capitalismo del Rin», o sea, un modelo de capitalismo nacionalmente organizado.[cita requerida] Michael Albert ve en la economía social de mercado un «conjunto compuesto» en el que incluye las medidas welfaristas y la cogestión.[cita requerida] En su empresa de construcción de un «modelo de capitalismo» opuesto al que tendría curso en los países anglosajones, mezcla las aportaciones originalmente liberales y las correcciones socialdemócratas que les fueron aportadas.[cita requerida] Mientras que la expresión «economía social de mercado» fue creada en 1947, la expresión «modelo alemán» surgió más tarde, en los años 1970, en el momento en que la socialdemocracia había conseguido una inflexión en la política alemana en favor de los asalariados y la habría reorientado igualmente hacia un sostén coyuntural mucho más activo. Esto se tradujo por una extensión de las prestaciones sociales, una política redistributiva más importante, un peso creciente de las retenciones obligatorias de impuestos y prestaciones sociales, de modo que la RFA.